# Агровиробник
Агровиробник — підприємство чи група компаній, що здійснюють свою підприємницьку діяльність з вирощування, збору та переробки продукції сільського господарства.

## В Україні
На долю фермерів в Україні припадає лише 10 % агровиробництва. Решту формують великі агрохолдинги.
У 2020—2021 фінансовому році Україна посідала друге місце у світі після США за рівнем експорту зернових.
Загалом, аграрне виробництво займає 20 % ВВП України.

## У США
У сільськогосподарській політиці США агровиробник, як правило, вважається розпорядником ферми. Однак, з огляду на іноді складні механізми власності та оренди сучасних ферм, законопроєкт про фермерське господарство 2002 року (PL 101—171, розділ 1001) визначає виробника для цілей пільг програми фермерського господарства як власника-оператора, орендодавця, орендаря чи пайовика, який бере участь у ризику виробництва врожаю і має право на частку врожаю, виробленого у фермі. Згідно з цим визначенням, орендодавець, який отримує грошову оренду, не вважається виробником і не має права отримувати виплати за програмою субсидування. Однак орендодавець, який отримує в оренду частку врожаю, є виробником.